# بستوینا
بستوینا (به لهستانی:  Bestwina) یک روستا در لهستان است که در گمینا بستوینا واقع شده‌است. بستوینا ۴٬۶۱۸ نفر جمعیت دارد.